# شركة البترول الوطنية الكويتية
شركة البترول الوطنية الكويتية وتُنطق اختصارًا KNPC هي شركة نفطية كويتية، تابعة لمؤسسة البترول الكويتية. تملك وتُدير مصفاتين للبترول في الكويت، هُما مصفاة الأحمدي ومصفاة ميناء عبد الله. كما تُدير الشركة 56 محطة لتعبئة الوقود موزعة في مختلف أنحاء الكويت.

## تاريخ الشركة
تأسست الشركة في أكتوبر 1960 كشركة مُساهمة عامة مملوكة من قبل الحكومة الكويتية والقطاع الخاص. وفي عام 1968 بدأ العمل في مصفاة الشعيبة بسعة إنتاجية تقدر بـ200,000 برميل يوميًا، وتُعتبر المصفاة الأولى من نوعها في العالم من حيث اعتمادها على الهيدروجين بشكل كامل في عملية التكرير. وفي عام 1975 تم تأميم الشركة، وأصبحت تابعة لمؤسسة البترول الكويتية عند تأسيس الأخيرة في عام 1980.

### ما قبل التأسيس
- 1934 - تأسيس شركة نفط الكويت، التي منحتها الحكومة الكويتية حق الامتياز.
- 1937 - اكتشاف النفط في الكويت، وذلك في منطقة برقان، ليصبح حقل برقان أوّل حقل نفط في تأريخ الكويت.
- 1946 - تصدير أوّل شحنة نفط تجارية كويتية عبر ميناء الأحمدي.
- 1949 - إنشاء مصفاة میناء الأحمدي، بوصفها أوّل مصفاة لتكرير النفط في الكويت، بطاقة إجمالية قُدّرت بحوالي 25 ألف برميل يوميًا.
- 1958 -
  - إنشاء مصفاة ميناء عبد الله.
  - بناء أوّل ناقلة نفط خام كويتية في اليابان، وأُطلق عليها اسم "كاظمة"، بسعة بلغت 46 ألف طن متري.
- 1960 - تأسيس شركة البترول الوطنية الكويتية، لتصبح أوّل شركة مساهمة عامة كويتية بالاشتراك مع القطاع الخاص.

## المصافي
- مصفاة ميناء عبد الله: تم بناؤها عام 1958 من قبل شركة النفط المستقلة الأمريكية[2] وتم نقل ميناء عبد الله إلى الدولة الكويتية في عام 1975 ونقل إلى شركة البترول الوطنية الكويتية في عام 1978.[3] يمتد ميناء عبد الله على مساحة 7،835،000 متر مربع، ويقع على بعد 46 كيلومترًا جنوب مدينة الكويت، وهو قادر على تكرير 730،000 برميل يوميًا (116،000 متر مكعب / يوم) (BPD).[3]]
- مصفاة ميناء الأحمدي: بُنيت في البداية عام 1949، وتم تسليم المصفاة إلى شركة البترول الوطنية الكويتية فيعام 1980. وتمتد المصفاة على مساحة 10،534،000 متر مربع، وتقع على بعد 40 كيلومترًا جنوب مدينة الكويت[4][5] بطاقة إنتاجية تبلغ 730،000 برميل / يوم 116000 متر مكعب / يوم).[6] في عام 2014، بدأت شركة البترول الوطنية الكويتية في إنتاج الديزل منخفض الكبريت (ULSD) في مصفاة ميناء الأحمدي.[7]
- مصفاة الشعيبة: بُنيت 1966عام 1966، وكانت مصفاة الشعيبة أول مصفاة في المنطقة تقوم ببنائها شركة وطنية. تمتد المصفاة على مساحة 1،332،000 متر مربع وتقع على بعد 50 كيلومترًا جنوب مدينة الكويت داخل منطقة الشعيبة الصناعية. تبلغ سعة المصفاة 200.000 برميل / يوم (32.000 متر مكعب / يوم). في مارس 2017، تم إغلاق المصفاة من أجل إعادة توظيف منشآتها في مشروع الوقود النظيف في البلاد (CFP)14]
- مصفاة الزور: أصدرت شركة البترول الوطنية الكويتية خططا لبناء مصفاة رابعة تعرف باسم الزور في عام 2006. وفي عام 2012 تم تجديد الخطط بسبب إعادة الموافقة من قبل المجلس الأعلى للبترول في الكويت. من المتوقع أن تبلغ قدرة المصفاة 615.000 برميل / يوم (97.800 متر مكعب / يوم)، مما يجعلها أكبر مصفاة في الشرق الأوسط.[8] في مايو 2008، منحت شركة البترول الوطنية الكويتية عقود الهندسة والمشتريات والبناء الأربعة المتبقية: تمت ترسية الحزمة الأولى على اتحاد شركة جي جي سي وشركة جي إس للهندسة والإنشاءات، وتم منح حزمة العملية الثانية لشركة إس كيه للهندسة والإنشاءات، وتم منح حزمة صهاريج التخزين لشركة دايليم. تم منح الشركة شركة صناعية، باقة الأعمال البحرية لشركة هيونداي للهندسة والإنشاءات وتم منح المواقع والمرافق لشركة فلور

تم الآن إلغاء العقود وتوقف المشروع عن العمل بسبب عدم الشفافية في منح العقود للشركات المذكورة أعلاه

## العطاء
تقدم شركة البترول الوطنية الكويتية منحًا دراسية وتدريبات وترعى تخصص تشغيل المصافي في كلية الدراسات التكنولوجية بالهيئة العامة للتعليم التطبيقي والتدريب (PAAET).

## مراحل التطوير
قامت الشركة بتطوير مصافيها لزيادة القدرة الإنتاجية وتحسين نوعية المنتجات البترولية ابتداءً بمصفاة الأحمدي في عام 1984 حيث بلغت القدرة التكريرية 466,000 برميل يوميًا. و تلاها تطوير مصفاة ميناء عبد الله عام 1989 لتبلغ القدرة التكريرية 270,000 برميل يوميًا.
وتأثرت الشركة من جراء الدمار الذي نتج من الغزو العراقي للكويت حيث انخفضت القدرة التكريرية والتشغيلية للشركة حتى عام 1994 عندما استطاعت إعادة مستويات التكرير لسابق عهدها. بلغت القدرة التكريرية للشركة في عام 2008 ما يقارب 900,000 برميل يوميًا.
وتملك الشركة الآن وحدة لتصنيع الغاز تضم 4 خطوط يبلغ إجمالي طاقتها الإنتاجية 2.5 مليار قدمًا مكعبة في اليوم، وستزداد هذه الطاقة الإنتاجية إلى 3.3 مليار قدمًا مكعبة في اليوم بعد الانتهاء من بناء خط الغاز الخامس.
تنتج الشركة مختلف المشتقات البترولية، وهي مسؤولة عن توزيع هذه المشتقات وتلبية كافة متطلبات السوق المحلية منها. ويتم تصدير الفائض إلى السوق العالمية عبر مؤسسة البترول الكويتية.
إجمالي مبيعات الشركة في السنة (في نهاية 31 مارس 2018) 7052 مليون دينار كويتي، وبلغ إجمالي الأرباح المحققة 135 مليون دينار كويتي في نهاية 31 مارس 2018.
تبلغ القدرة التكريرية الإجمالية الحالية لمصفاتي ميناء عبد الله وميناء الأحمدي 736,000 برميل يوميًا (بعد إغلاق مصفاة الشعيبة). وستزداد هذه القدرة لتصل إلى 800,000 برميل يوميًا بعد الانتهاء من مشروع الوقود البيئي.

## المراجع

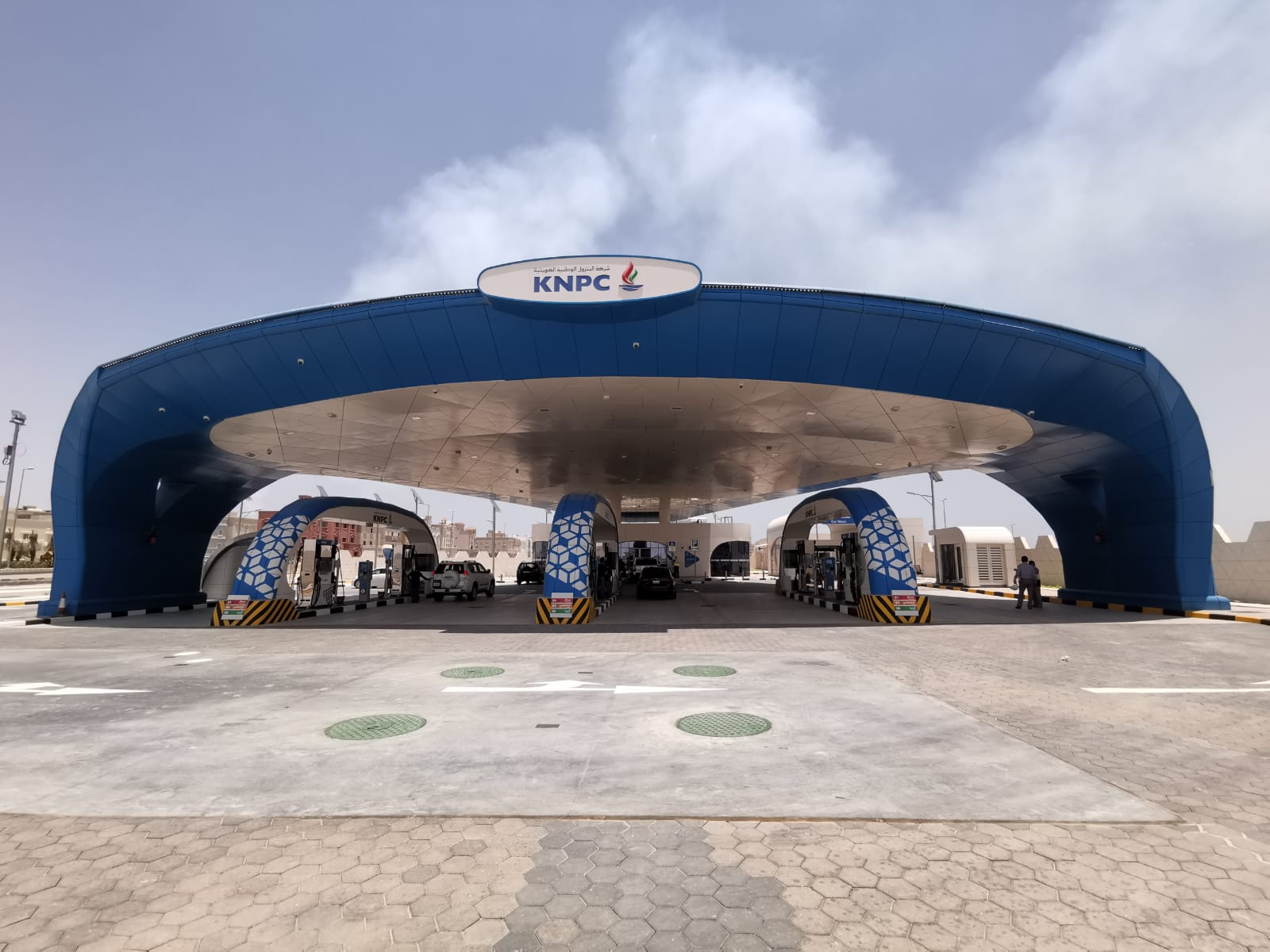
تمتاز المحطات الجديدة للشركة بتصميمها العصري واستخدام الطاقة الشمسية.